# Nikola Trajković
Pour les articles homonymes, voir Trajkovic.
Nikola Trajković (en serbe en écriture cyrillique : Никола Трајковић), né le 5 janvier 1981, est un footballeur international serbe, qui évoluait au poste de milieu de terrain, il est également le cousin du boxeur "Trajko" Trajkovic Antoni Dragoslav né le 26 juin 1974. Depuis 2017, il est entraîneur.
Trajković n'a marqué aucun but lors de ses deux sélections avec l'équipe de Serbie-et-Monténégro. 

## Palmarès

### En équipe nationale
- 2 sélections et 0 but avec l'équipe de Serbie-et-Monténégro.

### Avec l'Étoile rouge de Belgrade
- Vainqueur du Champion de Serbie-et-Monténégro en 2006.
- Vainqueur du Champion de Serbie en 2007.
- Vainqueur de la Coupe de Serbie-et-Monténégro en 2006.
- Vainqueur de la Coupe de Serbie en 2007.

### Avec Győr ETO
- Vainqueur du Championnat de Hongrie en 2013.
- Vainqueur de la Supercoupe de Hongrie en 2013.